# ميخائيل تايلور (إحاثي)
ميخائيل تايلور (بالإنجليزية: Mike Taylor)‏ (ولد في 12 آذار / مارس 1968) هو مبرمج كمبيوتر وإحاثي بريطاني حاصل على شهادة الدكتوراه في علم الأحياء القديمة. نشر 18 ورقة عن الحفريات وله الفضل في تسمية ثلاثة أجناس من الديناصورات (سينوبوسيدون في عام 2007 مع دارين نايش، برونتوميروس في عام 2011 مع مات فيدل ريتشاردCifeli ، Haestasaurus في 2015 مع بول أبتشورش وفيل مانيون).
أسس مع علماء الحفريات دارين نايش ومات فيدل، أسس بلوق ساوروبد فيرتبرا بكتشر أوف ذا ويك، حيث كانت مدونات مايك تايلور.
يعيش في جلوسيستشاير، في إنجلترا.

## وصلات خارجية
- أقزام فقرة صورة الأسبوع